# Beneixida
Beneixida è un comune spagnolo di 925 abitanti situato nella comunità autonoma Valenciana.